# PipeWire
PipeWire è un server software che offre un servizio per gestire flussi audio e video su sistemi operativi Linux. È software libero rilasciato con licenza MIT creato inizialmente da Wim Taymans per Red Hat con il nome PulseVideo, in quanto nato per offrire una gestione dei flussi e delle periferiche video simile a quella che PulseAudio offre per l'audio. A partire dal 2021 è usato da Fedora in sostituzione di PulseAudio e JACK per gestire l'audio.
PipeWire fornisce all'applicazione un'interfaccia unica per accedere a sorgenti audio e video, come pure per condividere, reindirizzare e manipolare flussi multimediali.
Contiene inoltre delle interfacce che lo rendono compatibile con applicazioni progettate per utilizzare PulseAudio, JACK o ALSA.
È Inoltre possibile modificare la gestione dei flussi multimediali di PipeWire tramite un "session manager". Collabora sta progettando un session manager per PipeWire adatto all'utilizzo in distribuzioni Linux su automobili.

## Obiettivi
Gli obiettivi iniziali del progetto erano di fornire un servizio tramite cui applicazioni potessero accedere in modo sicuro e non esclusivo a sorgenti video. Con la versione 0.3 PipeWire può gestire anche flussi audio con bassa latenza e in maniera efficiente. Consente inoltre l'accesso a dispositivi audio/video anche ad applicazioni eseguite in sandbox senza che queste abbiano bisogno dei permessi per accedere alla periferica.

### Obiettivi Video
- Consentire la cattura di video con bassa latenza, anche ad applicazione desktop eseguite in sandbox o container senza accesso a dispositivi video (come Flatpak).
- Consentire lo screencast e lo screenshot in sicurezza del desktop su GNOME in sessioni Wayland (il compositor condivide ad applicazioni autorizzate lo schermo tramite PipeWire).
- Consentire la condivisione di flussi video tra molteplici applicazioni.
- Sfruttare l'accelerazione hardware per le proprie operazioni.

### Obiettivi Audio
- Realizzare un unico progetto che gestisca sia audio professionale (a minima latenza), sia audio desktop sostituendo JACK e PulseAudio.
- Fornire un'alternativa maggiormente efficiente e leggera a PulseAudio.
- Offrire una maggiore personalizzare nella gestione dei flussi audio tramite il session manager.

## Session Manager
Un session manager gestisce PipeWire.

### Elenco session manager personalizzati
- Wireplumber, gestore di sessione progettato da Collabora per il settore automobilistico.[8]